# Febbre della Rift Valley
La febbre della Rift Valley è una malattia infettiva non contagiosa dei Ruminanti, presente in Africa (specie nell'area della Rift Valley) e nella penisola arabica. Costituisce un'importante zoonosi.

## La causa
Il virus della febbre della Rift Valley (RVFV) è classificato nel genere Phlebovirus, famiglia Bunyaviridae, che comprende altri virus trasmessi attraverso gli insetti pungitori.

## La trasmissione
Numerose specie di zanzare sono vettori di RVFV ed assumono il virus durante il pasto di sangue su un animale viremico; in questo modo trasmettono il virus da animale ad animale e da animale a uomo. In particolare, nelle zanzare del genere Aedes il virus è trasmesso per via transovarica e questo ne consente la sopravvivenza confinato negli insetti; le maggiori epidemie di febbre delle Rift Valley seguono a periodi di forti piogge, che incrementano le popolazioni di zanzare e quindi la loro capacità vettoriale. Un'altra possibile via di infezione è il contatto diretto e prolungato con sangue ed organi interni di animali infetti, rischio che riguarda soprattutto allevatori, veterinari ed addetti alla macellazione.

## Specie colpite
La febbre della Rift Valley è principalmente una malattia dei Ruminanti; i più sensibili sono gli ovini, seguono i bovini ed i caprini, con ulteriori differenze di sensibilità legate alla razza. Tassi di mortalità elevati si hanno però solo tra i capi più giovani (agnelli e vitelli). Gli esseri umani possono essere colpiti in modo anche diffuso: nel 1977 in Egitto un'epidemia di febbre della Rift Valley fece registrare 200.000 casi con 60 decessi. 

## Sintomi
Il periodo di incubazione è breve (12-36 ore). La gravità della sintomatologia è molto variabile: gli animali delle razze autoctone africane spesso si infettano senza mostrare alcun sintomo, mentre sono quelle esotiche per l'Africa a sviluppare forme cliniche. I sintomi comprendono febbre alta, linfoadenopatia, depressione, anoressia, diarrea emorragica, oltre che aborti ed elevata mortalità neonatale. Nell'uomo la malattia si presenta nella maggior parte dei casi come una sindrome simil influenzale con febbre e dolori muscolari, che guarisce senza necessità di ricovero; nei casi più gravi invece si ha coinvolgimento epatico con ittero, trombocitopenia, tendenza al sanguinamento ed emorragia della retina con conseguente perdita di capacità visiva. In media il tasso di mortalità nell'uomo è intorno all'1 %.

## Profilassi
In area indenne la prevenzione si basa sulla sorveglianza sulle importazioni di animali e carni dall'Africa. In Africa si utilizza un vaccino vivo attenuato per vaccinare i capi delle razze esotiche di maggior valore; il rischio di infezione umana può essere ridotto mediante la protezione dalle zanzare e buone prassi igieniche nei macelli e negli allevamenti.